# Kleine diksnavelmees
De kleine diksnavelmees (Suthora davidiana; synoniem: Neosuthora davidiana, Paradoxornis davidianus) is een zangvogel uit de familie Paradoxornithidae (diksnavelmezen). Deze vogel is in 1897 door Henry Horrocks Slater geldig beschreven aan de hand van een collectie vogels verzameld in de buurt van de Chinese stad Wuyishan in de regio Nanping van de provincie  Fujian. De soort is als eerbetoon vernoemd naar de Franse missionaris en zoöloog Armand David, ook wel bekend als Pater David. De soort staat nu weer in het geslacht Suthora waarin Slater de vogel beschreef, maar werd lange tijd beschouwd als monotypische soort uit het geslacht Neosuthora. 

## Herkenning
De vogel is 9,5 tot 10 cm lang. Opvallend voor een soort uit dit geslacht is de korte staart. De kop is kaneelkleurig bruin, de kin en keel zijn zwart. De buik en borst zijn grijs met een waas van bruin, vooral op de flanken. Van boven is de vogel grijsbruin. De snavel is kort en dik.

## Verspreiding en leefgebied
Deze soort komt voor in oostelijk Azië en telt drie ondersoorten:
- S. d. davidiana: zuidoostelijk China.
- S. d. tonkinensis: noordelijk Vietnam.
- S. d. thompsoni: oostelijk Myanmar, noordwestelijk Laos en noordoostelijk Thailand.

## Status
De grootte van de populatie is niet gekwantificeerd maar de soort wordt omschreven als plaatselijk algemeen in China en Vietnam en erg schaars elders in zijn verspreidingsgebied. Op de Rode lijst van de IUCN heeft deze soort de status niet bedreigd.